# Deflate
Deflate（通常按早期计算机编程习惯写为DEFLATE）是同时使用了LZ77算法与哈夫曼编码（Huffman Coding）的一个无损数据压缩算法。它最初是由美國程式設計師菲尔·卡茨（Phil Katz）为他的PKZIP软件第二版所定义的，后来被RFC 1951标准化。
菲尔·卡茨及其所拥有的PKWARE, Inc为该算法申请了美国专利5051745号。人们普遍认为DEFLATE不受任何专利所覆盖，并且在LZW（GIF文件格式使用）相关的专利失效之前，这种格式除了應用在ZIP文件格式中，也使用於gzip压缩文件以及PNG图像文件中。
DEFLATE压缩与解压的源代码可以在自由、通用的压缩函式庫zlib上找到。
7-zip實作了更高壓縮比的DEFLATE，AdvanceCOMP也使用這種實作，它可以对gzip、PNG、MNG以及ZIP文件进行压缩从而得到比zlib更小的文件大小。在Ken Silverman的KZIP与PNGOUT中使用了一种更加高效同时要求更多用户输入的DEFLATE程序。

## 串流格式
Deflate串流是指比特串流。也即，我们首先把它看作字节串流，然后对每个字节，确定其比特顺序。对于X86这样的小端序平台，就是按照字节内部最不显著比特（Least Significant Bit） 到最显著比特（Most Significant Bit）的顺序。例如，对于字节0x15，它的比特序列是10101000。
Deflate串流包含一系列数据块。每块以3比特的头部开始:
- 第1比特: Last-block-in-stream marker:
  - 1: 串流的最后一块
  - 0: 不是串流的最后一块
- 第2、第3比特: 编码方法
  - 00: 无压缩的stored/raw/literal, 长度在0至65,535字节
  - 01: 静态霍夫曼压缩。采用事先定义（因而无须存储在串流中）的霍夫曼树
  - 10: 动态霍夫曼树
  - 11: 保留，未使用

## 编程接口
Deflate可以免费在很多编程语言中使用。C语言通常使用zlib函式庫。C++语言可以使用7-Zip/AdvanceCOMP。Java语言包含在标准函式庫java.util.zip中。Microsoft .NET Framework 2.0包含在System.IO.Compression命名空间中。
- PKZIP: 该算法最早的實作
- zlib/gzip: 标准参考實作（standard reference implementation），由于其公共可用性，得到了及其广泛的使用。
- Crypto++: C++开源實作
- 7-Zip/AdvanceCOMP: Igor Pavlov的C++开源自由實作
- PuTTY ‘sshzlib.c’: 一份单独實作
- Plan 9 from Bell Labs 的libflate（页面存档备份，存于）
- Hyperbac: C++与汇编實作
- Zopfli: Google的C語言實作